# Smilovice (Mladá Boleslav-i járás)
Smilovice település Csehországban, a Mladá Boleslav-i járásban. Smilovice Charvatce, Čachovice, Luštěnice, Kosořice, Loučeň, Vlkava és Chudíř településekkel határos. Lakosainak száma 799 fő (2024. január 1.).

## Népesség
A település lakosságának változását az alábbi diagram mutatja:
| Lakosok száma | 885  | 1043 | 1146 | 974  | 679  | 566  | 705  | 711  | 725  | 799  |
|               | 1869 | 1890 | 1921 | 1950 | 1980 | 2001 | 2017 | 2019 | 2022 | 2024 |